# 카카오버터

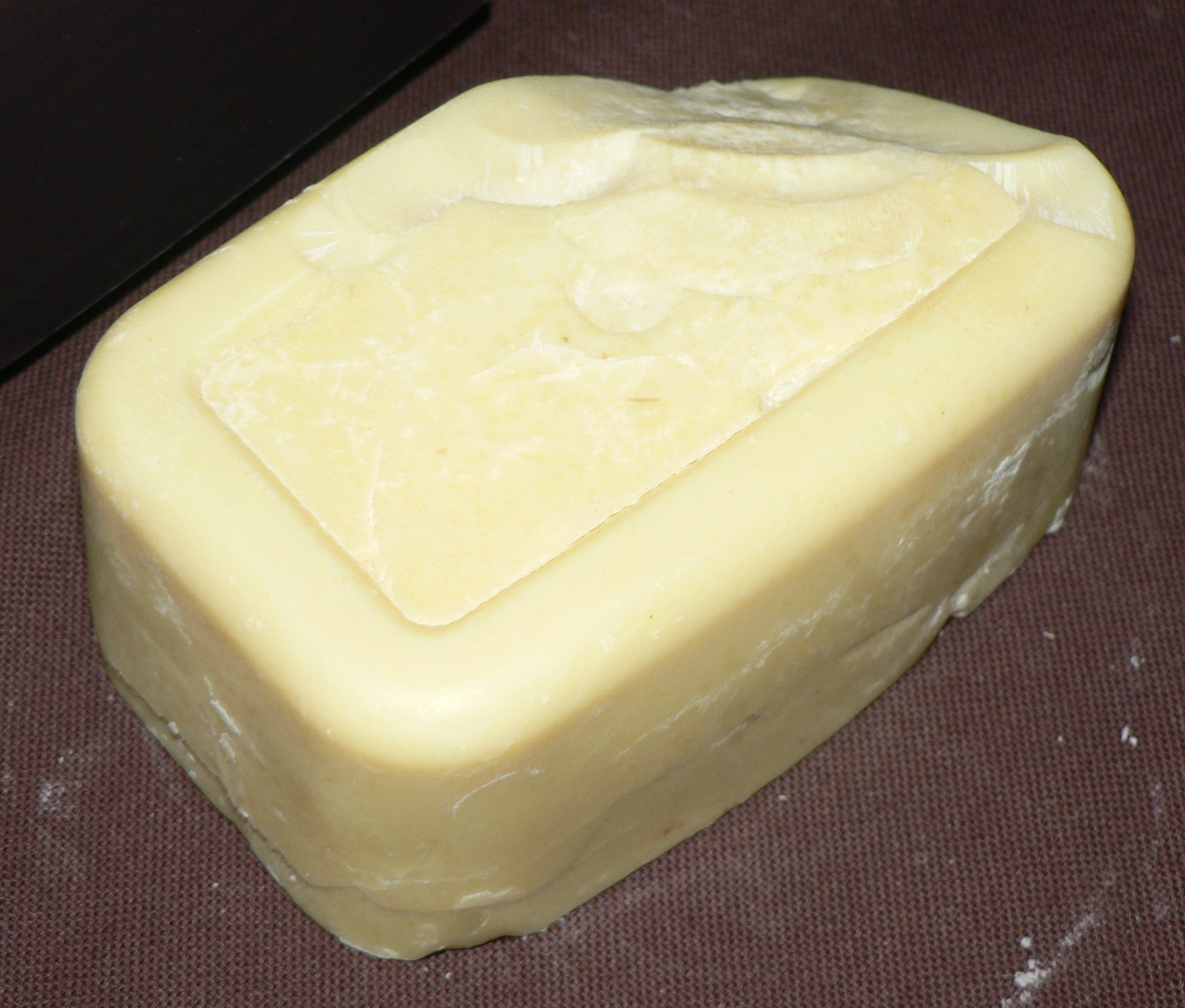
카카오 버터 원료

카카오 버터(Cacao butter)은 카카오 매스에서 뽑아내는 지방질이다. 코코아 버터(Cocoa butter) 또는 카카오 기름(Theobroma oil)이라고도 하는데 코코아는 카카오에서 얻은 가공품 가운데 하나로 이것과는 다른 제품이므로 카카오 버터가 맞는 표기이다. 참고로 Theobroma는 코코아 나무를 칭한다. 카카오 버터는 체온보다 바로 아래 온도에서 녹는다.

## 추출 방법
카카오콩을 발효하고 건조한다. 콩을 볶고 껍질을 분리하여 카카오닙스가 제작이 된다. 54-58%의 카카오닙스가 카카오 버터이다. 카카오 닙스는 갈아서 카카오 매스로 만든다. 이 때 나오는 카카오 매스를 보통 코코아라고 부른다. 카카오 매스를 압착해서 카카오 버터와 무지방 카카오 고형물로 분리한다.

## 특성
카카오 버터는 가장 안정적인 기름 중의 하나로 알려져 있다. 카카오 버터의 녹는점은 34~38°C 가량으로 상온에서 고형 초콜릿의 형태가 유지된다. 카카오 버터에는 자연적인 산화방지제가 들어 있어서 산패를 막아주므로 2~5년 정도 장기 보관이 가능하다.

## 사용 용도

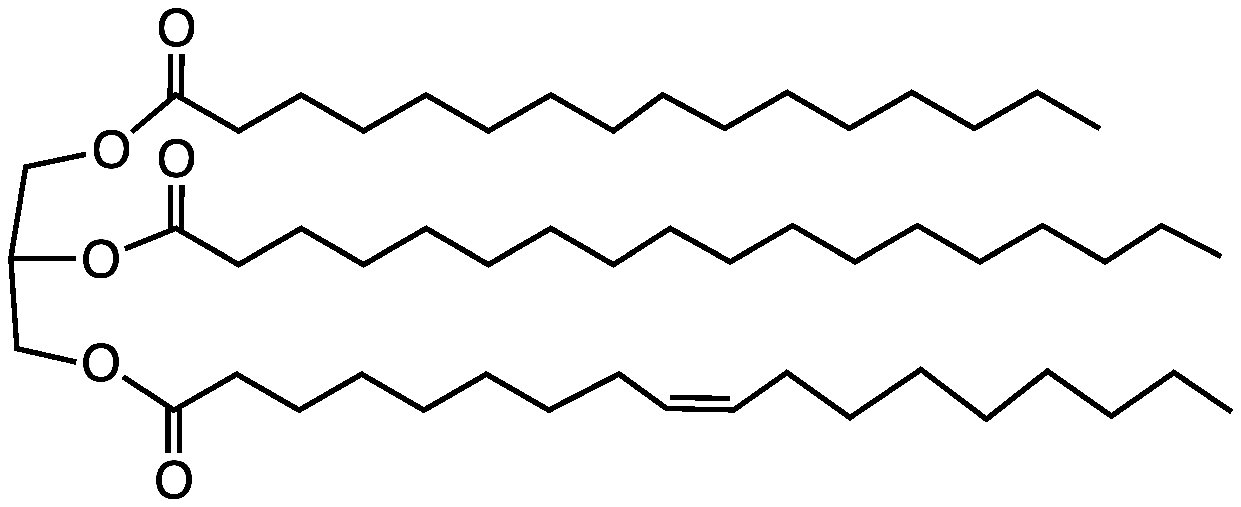
카카오 버터에 있는 주성분인 트라이글레세라이드(지방)

주된 용도는 초콜릿 제작(화이트 초콜릿, 밀크 초콜릿, 다크 초콜릿)이다. 산패를 막아주기 때문에 음식이 아닌 다른 용도로도 많이 이용이 된다. 부드러운 향과 감촉으로 로션이나 비누 등의 화장품 재료로도 쓰이고 있다. 카카오 버터는 향이 강해서 다른 음식의 강한 맛과 향을 제어하는데 사용한다.

## 대체 유지
카카오 버터는 버터 중에 비싼 편에 속한다. 그러기에 준초콜릿을 제작하기 위해서 대체제가 제작되었다. 보통 대체제는 코코넛유, 팜유, 대두유 등이 사용된다. 미국에서는 100% 카카오 버터가 들어가지 않으면 초콜릿이라는 상품명을 쓰지 못한다. EU에서도 대체 유지 사용을 5%까지만 허용한다. 대한민국의 식품공전에서는 카카오 매스 및 카카오 버터의 함량이 적은 초콜릿을 '준초콜릿'으로 분류하는데, 이 경우 카카오 버터가 들어가지 않기도 한다. 대신에 첨가되는 것은 주로 콩기름(대두유)이다. 화이트 초콜릿은 카카오에서 뽑아내는 물질 중 오직 카카오 버터만이 들어가는 것을 가리키는데, 일부의 화이트 초콜릿맛이라 이름 붙은 제품에는 초콜릿향만 첨가한 채 대두유만 사용한 경우도 있다(제품유형을 보면 초콜릿으로 분류되지 않는다.).

## 같이 보기
- 땅콩버터
- 시어버터
- 코코넛버터